# Micció

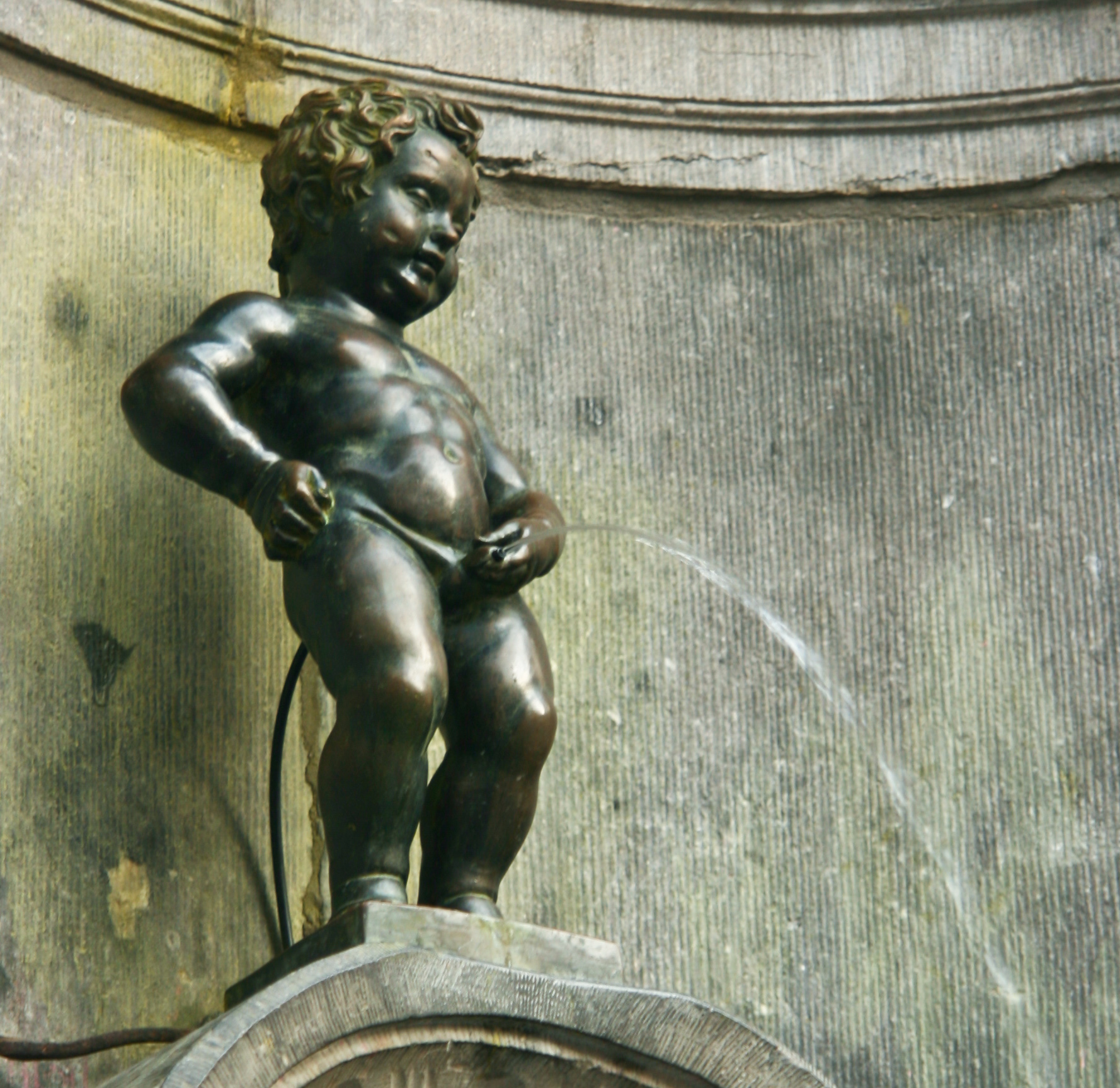
El Manneken Pis de Brussel·les.

La micció és el procés d'emissió d'orina des de la bufeta urinària a l'exterior del cos, a través de la uretra. En adults sans, el procés de micció esdevé per control voluntari; en nens i individus amb patologies neurològiques, la micció pot ocórrer com un reflex involuntari.

## Òrgans implicats

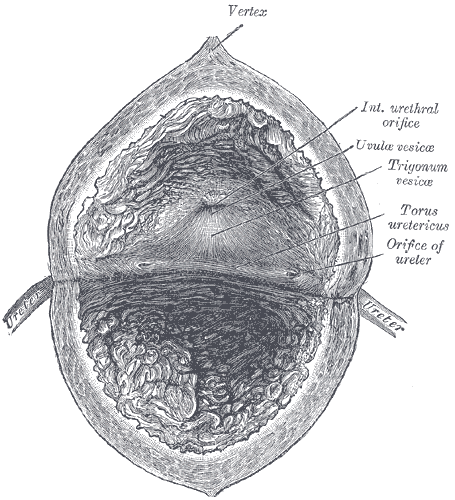
Interior de la bufeta urinària.

Els principals òrgans involucrats en la micció són la bufeta i la uretra. El múscul llis de la bufeta, el detrusor, està innervat per fibres simpàtiques provinents de la medul·la espinal lumbar i per fibres parasimpàtiques de la medul·la espinal sacra. Fibres dels nervis pelvians constitueixen la via aferent principal de la inhibició del reflex; les fibres parasimpàtiques actuen la via eferent excitatòria. Part de la uretra està envoltada per l'esfínter urinari extern, que està innervat per fibres somàtiques originades a la medul·la espinal sacra, en una àrea anomenada nucli d'Onuf.
Les fibres musculars que passen al voltant de la uretra constitueixen l'esfínter uretral intern, encara que no l'encerclen completament. En la uretra una mica més distal hi trobem un esfínter de múscul esquelètic: l'esfínter de la uretra membranosa (esfínter uretral extern). L'epiteli de la bufeta està constituït per una capa superficial de cèl·lules planes i una capa més profunda de cèl·lules cúbiques (epiteli de transició).

## Fisiologia
Sobre la fisiologia de la micció i de les bases de les patologies associades existeix força confusió, especialment a nivell supraespinal. La micció és fonamentalment un reflex espinobulboespinal facilitat i inhibit per centres del sistema nerviós central (d'igual manera que la defecació) i està subjecta a la facilitació i inhibició voluntàries.
En individus sans, el tracte urinari inferior té dues fases d'activitat: una fase d'emmagatzematge, en què l'orina es diposita en la bufeta; i la fase d'expulsió, en què l'orina s'expulsa del cos a través de la uretra. L'estat del reflex depèn tant de senyals conscients del cervell com de les fibres sensorials de la bufeta i la uretra. Amb nivells baixos d'orina a la bufeta, es contreu la uretra i l'esfínter extern i es relaxa la bufeta. Quan la bufeta està plena, s'activen les vies aferents, causant una sensació conscient de necessitat d'orinar. Quan l'individu està preparat per orinar, conscientment comença a expulsar l'orina, per la contracció de la bufeta i la relaxació de la uretra i els esfínters. El buidament continua fins que la bufeta es buida per complet, punt en què la bufeta es relaxa i la uretra i els esfínters es contreuen per reiniciar el procés d'emmagatzemament.
En nens, l'expulsió té lloc de manera involuntària (com a reflex). L'habilitat d'inhibir voluntàriament la micció es desenvolupa als 2-3 anys, pel control dels centres superiors del sistema nerviós central. En adults, el volum d'orina a partir del qual s'inicia la fase d'expulsió és d'aproximadament 300-400 mL.